# Фридріх Вільгельм фон Ґрумбкоу
Фридріх Вільгельм фон Ґрумбкоу (нім. Friedrich Wilhelm von Grumbkow; 4 жовтня 1678, Берлін — 18 березня 1739, там само) — прусський генерал-фельдмаршал та державний діяч.

## Життєпис
Фридріх Вільгельм фон Ґрумбкоу — син генерального військового комісара Бранденбурга Йоахіма Ернста фон Ґрумбкоу. Вступив на службу до бранденбурзької армії, брав участь у війнах проти Франції і дослужився до звання генерал-майора. Користувався необмеженою довірою короля Фрідріха Вільгельма I, який призначив Ґрумбкоу членом Таємної державної ради, військовим міністром та генеральним військовим комісаром.
Ґрумбкоу очолив військове і податкове відомства Пруссії разом із королем розгорнув велику реформаторську діяльність у цих галузях, метою якої були як всебічне зростання чисельності військ і вдосконалення управління прусською армією, яка незабаром вважатиметься зразковою, так і підвищення ефективності управління країною.
За вказівкою та разом із королем Ґрумбкоу удосконалив систему збору податків, торгівлі, цехової справи, внутрішньої колонізації та управління міст. У 1737 році Ґрумбкоу отримав звання генерал-фельдмаршала.
У 1732 році Ґрумбкоу за дорученням австрійського посла Фрідріха Генріха Зекендорфа перешкоджав одруженню кронпринца Фрідріха, що призвело до негативних результатів у зовнішній політиці Пруссії. В інтересах Австрії Ґрумбкоу зловживав довірою короля та сприяв погіршенню стосунків між батьком та сином.
Пізніше кронпринц Фрідріх помирився з Ґрумбкоу, який щиро прагнув останніми роками життя помирити Фрідріха Вільгельма I із сином.
1 серпня 1718 року нагороджений російським орденом Святого Андрія Первозванного.